# Paralonchurus dumerilii
Paralonchurus dumerilii es una especie de pez de la familia Sciaenidae en el orden de los Perciformes.

## Morfología
• Los machos pueden llegar alcanzar los 45 cm de longitud total.

## Alimentación
Come principalmente gusanos marinos y otros invertebrados  bentónicos.

## Hábitat
Es un pez de clima tropical y demersal que vive hasta los 30 m de profundidad.

## Distribución geográfica
Se encuentra en el Océano Pacífico oriental: desde Guatemala hasta el Perú.

## Uso comercial
Es común en los mercados locales.

## Observaciones
Es inofensivo para los humanos.